# Mr. T
Mr. T, nome artístico de Laurence Tureaud (Chicago, 21 de maio de 1952) é um ator, palestrante, ativista e lutador norte-americano. Ele é conhecido por seu excêntrico visual, com o penteado inspirado nos guerreiros Mandingas da África Ocidental e suas várias joias de ouro, além da sua personalidade de "durão" e seu bordão "I pity the fool!" (em português:  "Tenho pena do tolo!"), suas marcas registradas.
Seus principais trabalhos são como B.A. Baracus na série Esquadrão Classe A (1983–1987) e como o boxeador Clubber Lang no filme Rocky III (1982), além da série de animação homônima (1983–1985), produzida pela NBC e baseada em sua própria persona. Ele também fez inúmeras aparições no wrestling profissional, na World Wrestling Federation, e em outros circuitos independentes. 
Mr. T tornou-se uma figura popular na cultura pop dos Estados Unidos.

## Biografia
Mr. T, nascido Laurence Tureaud, nasceu em Chicago, Illinois, no dia 21 de maio de 1952. Era o filho mais novo de 12 irmãos. Seu pai, Nathaniel Tureaud, era ministro. Seus irmãos incentivavam-o a entrar em uma carreira desportiva, e ele aceitou.
Tureaud entrou para a Paul Lawrence Dunbar Vocational Career Academy, onde praticou futebol, wrestling e artes marciais. Ele venceu um concurso colegial, mas foi expulso de lá passado um ano. Após, Tureaud iniciou uma carreira militar e entrou para as Forças Armadas dos Estados Unidos, antes de ir para a NFL no time de futebol americano do Green Bay Packers.
Tureaud trabalhou após como um segurança de restaurante. Pouco tempo depois, foi criada a personalidade conhecida como Mr. T. Com uma aparência forte, tornou-se guarda-costas de estrelas estadunidenses durante dez anos. Dentre essas personalidades, há de destacar Muhammad Ali, Michael Jackson, Steve McQueen e Joe Frazier, recebendo cerca de $3 000 por dia.

## Carreira
Enquanto lia o National Geographic, Mr. T adotou o conhecido penteado, inspirado nos guerreiros da tribo mandinga, o que seria uma homenagem de T as suas raízes africanas. Mr. T começou a usar joias de ouro, braceletes e correntes, sendo que uma joia que ele usava era estimada em $300 000.
Em 1980, foi convidado a aparecer na competição "America's Toughest Bouncer". A sua fama começou a aumentar quando participou da série Rocky III, onde tinha como frase especial: "I pity the fool!". Participou de um filme de boxe, Penitenciária 2 e de episódios especiais televisivos, antes de fazer o papel principal em Esquadrão Classe A.
Mr. T apareceu em um episódio do Silver Spoons, representando um velho guarda-costas de Ricky Stratton. Pelo Esquadrão Classe A, Tureaud virou o soldado B.A. Baracus, um personagem que era um ex-sargento comandante, onde ele e mais outros três amigos queriam acabar com o crime nos Estados Unidos. Seu personagem ganhou enorme popularidade.
Participou em 1984 de um vídeo chamado Be Somebody... or Be Somebody's Fool!, onde ele mesmo ensinava as crianças de como devem agir em momentos difíceis. Em 1988, Mr. T estrelou a série de televisão T. and T., a qual durou até o fim dos anos 90 porque Mr. T sofria problemas nos linfócitos, como diagnosticado em 1995. Aparecia frequentemente em programas religiosos da TBN.
Mr. T aparece em vários comerciais, como nas barras de chocolate Snickers, realizado em 2007, com o slogan de "Get Some Nuts!". Também participou de comerciais com a ideia de combate à violência contra gays, lésbicas, bissexuais ou transexuais, para a população aceitar isso com "bom humor".
Ultimamente, Mr. T tem se dedicado a produção de vídeos independentes e participações especiais e comerciais. Um vídeo criado e produzido por ele foi divulgado no YouTube e Yahoo! Video, onde teve 259 827 acessos. Em novembro de 2007, participou de um comercial do jogo online World of Warcraft, onde falou "I'm Mr. T and I'm a Night Elf Mohawk"

## Wrestling
Mr. T iniciou a sua carreira no mundo do wrestling profissional em 1985. Ele foi o parceiro de Hulk Hogan em uma luta tag team na WrestleMania I. Participou do main event do pay-per-view derrotando juntamente com Hogan "Rowdy" Roddy Piper e "Mr. Wonderful" Paul Orndorff. Desde então, passou a acompanhar Hogan em suas lutas como enforcer. Piper ridicularizava Hogan por este ser ator e nunca ter sequer treinado para ser wrestler.
Contratado à WWF, Mr. T participou de uma "WWF Boxer", luta com as mesmas regras do boxe. Enfrentou "Cowboy" Bob Orton e venceu após interferência de Hogan, em 1 de março de 1986. A feud com Piper aumentou e resultou em um confronto entre os dois na WrestleMania 2, vencida por Mr. T após desclassificação de Piper. Ainda em sua carreira no wrestling profissional, Mr. T participou de eventos na WWF como "Árbitro especial", antes de abandonar o mundo do wrestling.
Sete anos depois, em 1994, Mr. T reapareceu como árbitro especial em uma luta Hulk Hogan-Ric Flair, onde ajudou Hogan a vencer. Após outros sete anos afastado, Mr. T retornou ao wrestling aparecendo em um episódio da WWF RAW em 19 de novembro de 2001.

## Álbum
Em 1984, Mr. T lançou um álbum musical intitulado Mr. T's Commandments, o qual tinha como objetivo ensinar as crianças para irem a escola e jamais entrarem no caminho das drogas. Fez uma participação especial no ano seguinte em outro álbum, Be Somebody... or Be Somebody's Fool!.
Em 2002, Mr. T apareceu no vídeo "Pass the Courvoisier" de Busta Rhymes e outros dois artistas. Também fez parte do clipe do lutador John Cena, na música "Bad, Bad Man", também destacando uma imitação de Mr. T realizada por Freddie Foxx.

## Filmografia
| Ano              | Título                                        | Papel                               | Notas                                                      |
| ---------------- | --------------------------------------------- | ----------------------------------- | ---------------------------------------------------------- |
| 1982             | Penitentiary II                               | Ele mesmo                           |                                                            |
| 1982             | Rocky III                                     | James "Clubber" Lang                |                                                            |
| 1982             | Twilight Theatre                              |                                     | Série de TV com 5 temporadas — 98 episódios                |
| 1983– 1987       | Esquadrão Classe A                            | Sargento Bosco "B.A." Baracus       | Série de TV com 5 temporadas — 98 episódios                |
| 1983             | D.C. Cab                                      | Samson                              |                                                            |
| 1983             | Mister T                                      | Ele mesmo                           | Série de TV                                                |
| 1983             | Diff'rent Strokes                             | Ele mesmo                           | Série de TV                                                |
| 1983             | Alvin and the Chipmunks                       | Ele mesmo                           | Show animado para crianças, episódio de "The C-Team"       |
| 1984             | The Toughest Man in the World                 | Bruise Brubaker                     | TV                                                         |
| 1984             | Be Somebody... or Be Somebody's Fool!         | Mr. T                               | Vídeo                                                      |
| 1984– 1986, 1988 | WWF Superstars of Wrestling                   | Ele mesmo                           | Série de TV                                                |
| 1985             | WrestleMania                                  | Ele mesmo                           | Vídeo                                                      |
| 1986             | WrestleMania 2                                | Ele mesmo                           | Vídeo                                                      |
| 1988             | T. and T.                                     | T. S. Turner                        | Série de TV                                                |
| 1993             | Freaked                                       | The Bearded Lady                    |                                                            |
| 1993             | The Terrible Thunderlizards                   | Sr. T-Rex                           |                                                            |
| 1994             | Blossom                                       | Ele mesmo                           | Série de TV                                                |
| 1994             | Magic of the Golden Bear: Goldy III           |                                     |                                                            |
| 1995             | Kids Against Crime                            | Ele mesmo                           | TBN                                                        |
| 1996             | Spy Hard                                      | Piloto de helicóptero               |                                                            |
| 1998             | Saturday Night Live: O melhor de Eddie Murphy | Vizinho de Sr. Robinson             | Vídeo                                                      |
| 1999             | Inspector Gadget                              | Ele mesmo                           |                                                            |
| 2001             | Not Another Teen Movie                        | Faxineiro Sábio                     | Vídeo                                                      |
| 2001             | Judgment                                      | J. T. Quincy                        |                                                            |
| 2001             | The Proud Family                              | Doutor Payne                        |                                                            |
| 2004             | Johnny Bravo                                  | Ele mesmo (voz)                     |                                                            |
| 2004             | The Simpsons                                  | Ele mesmo (voz)                     | Nos episódios "Hoje sou um palhaço" e "Homer, o paparazzi" |
| 2005             | Return of the Lads                            | Lad No 3 com Mark Egan e Cian Duffy |                                                            |
| 2006             | I Pity the Fool                               | Ele mesmo                           |                                                            |
| 2010             | Tá Chovendo Hambúrguer                        | Earl Deveraux                       | Voz                                                        |